# 삼척시
삼척시(三陟市, 영어: Samcheok-si)는 대한민국 강원특별자치도 동해안 최남단에 있는 시이다. 서쪽으로는 태백산맥이 위치하여 1,000m 이상의 고위평탄면을 이루고, 동쪽으로 급경사를 이루어 해안평야를 형성한다. 북쪽에는 동해시 남쪽에는 경상북도 울진군과 맞닿아 있고, 서쪽으로는 태백시와 맞닿아 있다. 면적은 1,185.86 km2이고 해안선은 58.4 km이다. 시청 소재지는 교동이고, 행정구역은 2읍 6면 4동이다. 시를 상징하는 나무는 느티나무, 새는 갈매기, 꽃은 철쭉이다. 삼척시는 인구 밀도가 한국의 자치시 중에서 가장 낮은 시이다.

## 역사
- 1917년: 삼척군 부내면을 삼척면으로 개칭하였다.
- 1938년 10월 1일: 삼척면을 삼척읍으로 승격하였다.[1]
- 1979년 12월 31일: 삼척군(5읍 5면)이 인구 30만 명이 넘는 전국에서 가장 인구가 많은 군이 되었다.
- 1980년 4월 1일: 삼척군 북평읍이 명주군 묵호읍과 합쳐 동해시로 신설·분리되고, 원덕면이 원덕읍으로 승격하였다.
- 1981년 7월 1일: 삼척군 장성읍과 황지읍이 태백시로 신설·분리되었다.
- 1986년 1월 1일: 삼척군 삼척읍이 삼척시로 승격하였다.[2]

6행정동 - 남양동, 월계동, 교동, 정라동, 사직동, 도원동
- 1992년 10월 15일: 월계동을 당저동으로 개칭하였다.
- 1995년 1월 1일: 삼척시와 삼척군을 재통합해 도농복합시인 삼척시가 설치되었다.[3]
- 1998년 10월 26일: 사직동을 남양동에, 당저동·도원동을 성내동에 합동하였다.[4]

## 지리
삼척시 동단은 원덕읍 월천리(동경129°21′58″), 서단은 하장면 공전리(동경128°57′01″)로 동서간 거리는 45.75 km이며, 남단은 가곡면 풍곡리(북위37°02′10″), 북단은 교동 증산(북위37°28′26″)로 남북간 거리는 48.6 km이다.

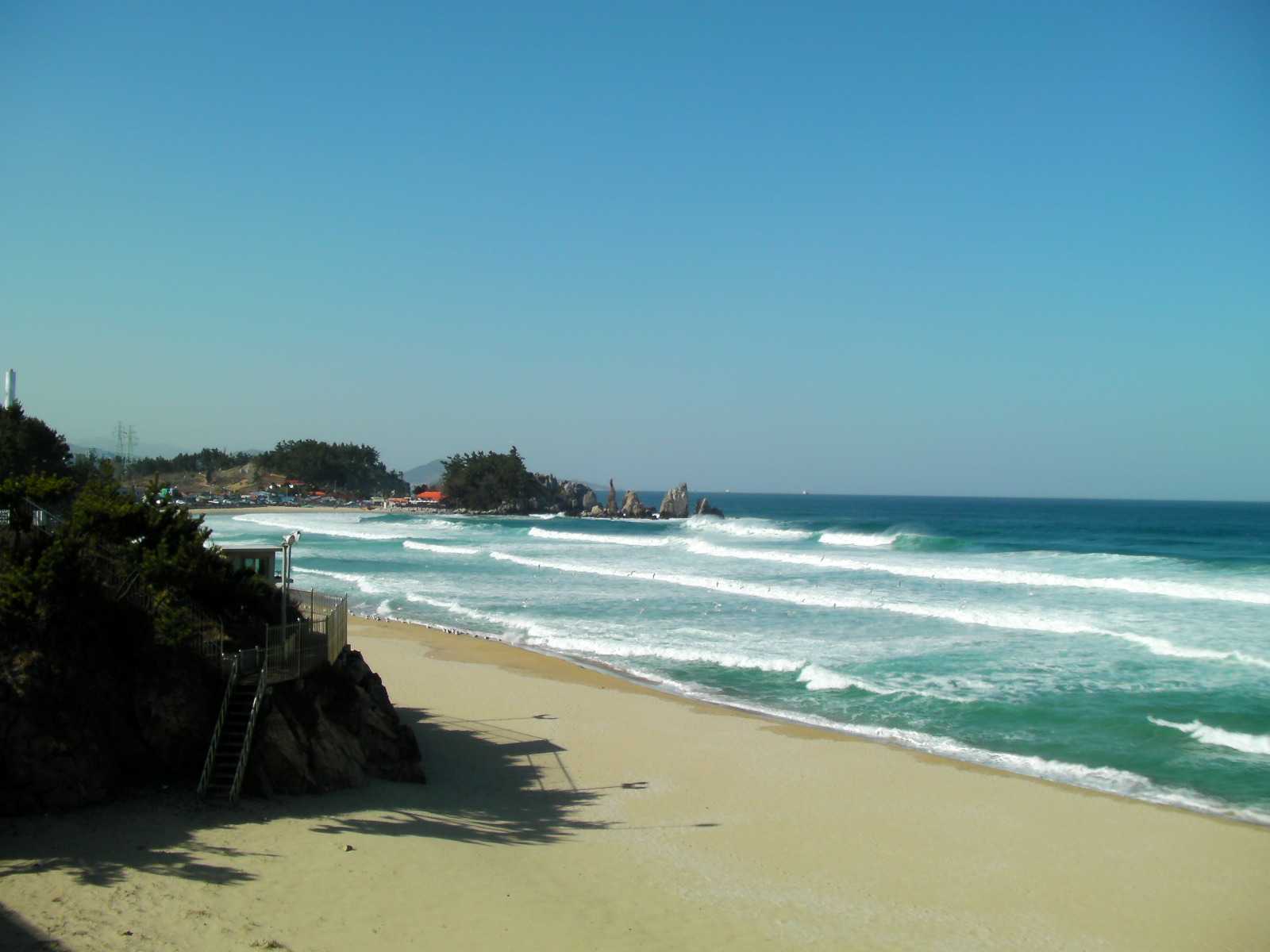
삼척해수욕장

### 지세
해안선까지 산지가 임박해 있으며 평야는 넓은 충적원인 북평평야가 있다. 지질은 평안계와 조선계·화강편마암 등으로 이루어져 있으며 복잡한 편이다. 태백산맥의 분수령이 되는 청옥산(1,404m)·두타산(1,353m)·덕항산(1,071m)·중봉산(999m) 등의 연봉이 솟아 있다. 주요 산계(山系)는 태백산맥군중 척추산맥을 이루고 있는 두타산(1,352.77m)-덕항산(1070.7m)을 잇는 산계, 안항산(356)-삿갓봉(751.3m)-두리봉(1,072.3m)-육백산(1,253m)을 잇는 중앙산맥과 사금산을 연결하는 해안산맥 등 3개의 산계로 특징지을 수 있다. 이는 삼척시 보관됨 2022-08-18 - 웨이백 머신의 지체구조 및 지질구조와 밀접한 관계를 가진다. 이 중 중앙산맥의 고봉과 산릉에 따라서는 조선 누층군의 장산규암층 및 묘봉셰일층이 분포되어 있으며 차별 침식에 의한 지형적 특색을 나타낸다.
태백산맥이 동쪽으로 급격히 내려오면서 동해안으로 흘러 들어가고 서쪽으로는 고원 구릉지대를 형성하여 광동댐이 위치하는 등 도처에 동쪽으로 흐르는 많은 하천이 골고루 발달되어 있다. 지형 지세는 험준한 태백산맥과 넓고 긴 해안선, 그리고 많은 항포구를 가지고 있어 깨끗한 백사장과 천혜의 자연경관으로 빼어난 천연 해수욕장, 그리고 수많은 계곡, 명산과 더불어 동굴관광의 고장, 삼척의 아름다움을 더 한층 빛내주고 있다.
삼척시의 주된 수계는 위에서 언급한 3개의 산계 사이에서 그들과 나란하게 대략 북북동-남남서 방향으로 발달하는 오십천과 마읍천 수계로 구분된다. 태백산에서 발원하여 미인계곡에서 오십천으로 유입되는 이 오십천 상류부는 원래 낙동강지류인 철암천의 상류였으나 하천 쟁탈에 의해 오십천 유역으로 바뀌었다. 오십천과 마읍천은 각각 오십천 단층과 마읍천 단층을 따라 발달한다.
해발은 4개 동지역과 원덕읍, 근덕면, 노곡면, 미로면, 가곡면, 신기면이 400m 이하로 위치하고 있으나, 도계읍, 하장면 일부 지역은 해발 800m이상 고원지대로 형성되어 있다. 이러한 지형적 영향으로 전국에서 가장 많은 55개의 석회동굴을 보유하게 됨으로써 2002년도에는 《삼척세계동굴엑스포》를 성공적으로 개최하여 "세계적인 동굴도시"로 자리매김하게 되었다.

### 해안
58.4km의 긴 해안선은 단조롭고 완만하여 간척사업이나 수산양식사업에는 다소 불리하나 해안을 따라 넓게 펼쳐진 송림과 모래사장, 동해의 맑은 청정해수가 많이 분포되어 있다. 전천과 마읍천 하류에는 소규모의 해안 평야가 발달한다. 추암리-오분리, 덕산리-부남리 사이에는 해식애, 파식대, 스택 등의 해안지형이 나타난다. 추암리의 촛대 바위는 스택의 좋은 예시이다. 근덕면 덕산리 부근에는 소규모의 육계사주(陸繫沙洲)가 있으며 그의 선단에 있는 덕봉산(52.1 m)는 작은 육계도이다.

### 기후
태백산맥과 동해안에 입지하여 해양성 기후의 특징인 온난다습하며 고산지대의 영향으로 수직적 기온분포를 인접 산지에서 볼 수 있고, 지리적으로 영동과 내륙지방 간의 기온 차이가 약 30일 간격으로 나타난다. 해양성 기후로 온화하며, 사계절 한류와 난류가 교류하여 어족 자원이 풍부하다.
과거 12년간 평균기온이 12.5 °C로 영서지방의 다른 지방에 비해 다소 높은 편이다. 최고 기온은 지난 1992년 7월 29일 37.5 °C였으며, 최저 기온은 지난 1990년 1월 26일 -13.5 °C를 기록하였다.
기온분포는 여름인 8월에 평균 24.1 °C, 겨울인 1월에 평균 0.5 °C를 나타내어 여름에는 서늘하고 겨울에는 온난한 기온을 나타내고 있다. 강수량은 연평균 1,284.5mm로 7월~8월의 강수량이 50% 이상 차지하며, 여름에 비가 집중적으로 내린다. 일일 최대 강수량은 지난 2002년 8월 31일 9월1일(2일간) 태풍 루사로 인한 집중호우시 819mm(노곡)를 기록하였다.
북동기류의 영향으로 겨울에 눈이 많이 온다. 때때로 3 ~ 4월에도 눈이 많이 내린다. 우리나라에서 가장 특수한 기후이다.
| 삼척시의 기후            | 삼척시의 기후 | 삼척시의 기후 | 삼척시의 기후 | 삼척시의 기후 | 삼척시의 기후 | 삼척시의 기후 | 삼척시의 기후 | 삼척시의 기후 | 삼척시의 기후 | 삼척시의 기후 | 삼척시의 기후 | 삼척시의 기후 | 삼척시의 기후   |
| 월                       | 1월           | 2월           | 3월           | 4월           | 5월           | 6월           | 7월           | 8월           | 9월           | 10월          | 11월          | 12월          | 연간            |
| ------------------------ | ------------- | ------------- | ------------- | ------------- | ------------- | ------------- | ------------- | ------------- | ------------- | ------------- | ------------- | ------------- | --------------- |
| 일평균 최고 기온 °C (°F) | 5.7 (42.3)    | 7.2 (45.0)    | 11.6 (52.9)   | 17.2 (63.0)   | 22.3 (72.1)   | 24.6 (76.3)   | 27.6 (81.7)   | 28.7 (83.7)   | 24.2 (75.6)   | 20.0 (68.0)   | 14.1 (57.4)   | 7.7 (45.9)    | 17.6 (63.7)     |
| 일일 평균 기온 °C (°F)   | 1.4 (34.5)    | 2.9 (37.2)    | 7.1 (44.8)    | 12.5 (54.5)   | 17.5 (63.5)   | 20.6 (69.1)   | 24.1 (75.4)   | 25.0 (77.0)   | 20.3 (68.5)   | 15.5 (59.9)   | 9.6 (49.3)    | 3.2 (37.8)    | 13.3 (55.9)     |
| 일평균 최저 기온 °C (°F) | −2.3 (27.9)   | −1.1 (30.0)   | 2.7 (36.9)    | 7.8 (46.0)    | 13.1 (55.6)   | 17.1 (62.8)   | 21.3 (70.3)   | 22.0 (71.6)   | 16.9 (62.4)   | 11.4 (52.5)   | 5.4 (41.7)    | −0.7 (30.7)   | 9.5 (49.1)      |
| 평균 강수량 mm (인치)    | 38.6 (1.52)   | 41.1 (1.62)   | 60.0 (2.36)   | 72.1 (2.84)   | 52.2 (2.06)   | 98.7 (3.89)   | 255.0 (10.04) | 217.1 (8.55)  | 224.9 (8.85)  | 111.3 (4.38)  | 62.4 (2.46)   | 24.8 (0.98)   | 1,258.2 (49.54) |
| 출처: 대한민국 기상청    |               |               |               |               |               |               |               |               |               |               |               |               |                 |

## 지질
삼척시는 옥천 습곡대와 영남 지괴의 동부 경계 부분에 위치하고 있으며, 지질 구조가 다양하고 복잡하다. 선캄브리아기의 암석은 주로 동·남부에 분포하며, 고생대의 암석은 서부에 주로 분포한다. 오십천 단층과 마읍천 단층을 위시한 대부분의 단층은 도계읍, 신기면, 노곡면과 그 주변에 집중 분포한다.

### 선캄브리아기
삼척시 남부에 해당하는 원덕읍, 가곡면, 근덕면 지역은 선캄브리아기에 형성된 영남 육괴의 북부에 자리잡고 있어 주로 선캄브리아기의 암석으로 구성되어 있으며 태백산변성암복합체(태백산통)가 기반을 이룬다. 삼척시 내에서 태백산통은 편암류, 미그마타이트질 편마암, 화강암질 편마암, 홍제사 화강암 등으로 구성된다. 그 외에 하장면 골지천 북동부 지역에도 선캄브리아기의 지층이 분포한다.

### 고생대조선 누층군과석회암카르스트 지형
고생대 캄브리아기-오르도비스기에 퇴적된 조선 누층군은 삼척시 서부에 넓게 분포한다. 삼척시에 분포하는 조선 누층군은 두위봉형 조선 누층군에 속하는 것으로서 장산 규암층부터 막동 석회암층까지가 분포한다. 조선 누층군의 주향과 경사는 대체로 북동 12°및 북서 20°이다. 특히, 조선 누층군 중 풍촌 석회암층(CEp)과 막동 석회암층(Omg) 분포 지역인 동해시 대구동-삼척시 우지동, 원당동-성남동, 미로면 하정리 부근과 노곡면 여삼리 일대에는 카르스트 지형이 발달하여 돌리네, 우발라 등의 특색이 잘 나타난다. 이 밖에 카르스트 현상으로서 관음굴을 비롯한 수많은 석회동굴이 분포한다. 삼척 대이리 동굴지대도 조선 누층군 풍촌 석회암층 분포 지역에 있다.

### 고생대평안 누층군(삼척탄전과 대한석탄공사 도계광업소)
고생대 석탄기~중생대 트라이아스기에 형성된 평안 누층군은 삼척시 남부 도계읍 일대에만 소규모로 분포한다. 소위 삼척탄전으로 불리는 이 지역에서는 평안 누층군 지층에서 석탄의 일종인 무연탄이 산출된다.

## 행정 구역
강원특별자치도 남동부에 위치하고 있는 삼척시의 면적은 1,185.86 km2이고, 인구는 2020년 6월 말 주민등록 기준으로 33,557세대, 66,497명이다. 삼척시는 태백탄전과 동해공업 지역의 연계교역지로 지하자원, 수산자원, 관광자원이 모두 풍부하다. 태백시와 동해시 일부가 삼척시에 속해 있던 1979년 12월 31일 인구가 30만 명에 이르기도 하였다.
| 행정구역 | 한자   | 면적    | 인구   | 세대   | 행정 지도 |
| -------- | ------ | ------- | ------ | ------ | --------- |
| 도계읍   | 道溪邑 | 164.73  | 10,188 | 6,021  |           |
| 원덕읍   | 遠德邑 | 175.94  | 3,356  | 2,080  |           |
| 근덕면   | 近德面 | 133.41  | 5,236  | 3,146  |           |
| 하장면   | 下長面 | 205.68  | 1,346  | 727    |           |
| 노곡면   | 盧谷面 | 144.67  | 716    | 438    |           |
| 미로면   | 未老面 | 99.44   | 1,879  | 1,022  |           |
| 가곡면   | 柯谷面 | 152.39  | 700    | 426    |           |
| 신기면   | 新基面 | 56.33   | 679    | 405    |           |
| 남양동   | 南陽洞 | 18.18   | 7,793  | 4,034  |           |
| 교동     | 校洞   | 9.52    | 14,712 | 5,991  |           |
| 성내동   | 城內洞 | 22.69   | 8,236  | 3,789  |           |
| 정라동   | 汀羅洞 | 2.96    | 9,184  | 4,466  |           |
| 삼척시   | 三陟市 | 1185.94 | 66,497 | 33,557 |           |

## 인구
삼척시(에 해당하는 지역)의 연도별 인구 추이
/ 태백시와 동해시가 분리되면서 인구가 많이 감소하였다.
| 연도   | 총인구    |  |
| ------ | --------- |  |
| 1966년 | 250,049명 |  |
| 1970년 | 276,946명 |  |
| 1975년 | 294,239명 |  |
| 1980년 | 251,387명 |  |
| 1985년 | 132,887명 |  |
| 1990년 | 110,492명 |  |
| 1995년 | 83,791명  |  |
| 2000년 | 75,592명  |  |
| 2005년 | 67,957명  |  |
| 2010년 | 67,131명  |  |
| 2018년 | 69,115명  |  |
| 2020년 | 65,243명  |  |

## 산업

### 농업
해안과 하천 유역 평야에 주로 농경지가 분포되어 있으며, 쌀·보리·콩·감자가 많이 난다. 경지 면적 10,734.5ha 중 논 2,253.8ha, 밭 8,480.7ha로서 밭이 압도적으로 많고, 농가 가구 12,081가구이다. 주요 농산물은 쌀·보리·콩·감자·누에고치·꿀 등이다.

### 광업
각종의 지하자원이 풍부하게 매장되어 있으나 그 중 무연탄·철·석회석이 많이 나서 이 지방을 남한 굴지의 기간산업의 중심지로 만들어 놓았다. 무연탄은 평안계에 부존되어 있으며, 삼척탄전은 남부 태백산 지역의 매장량(13억 4,000만t)의 33% 이상(4억t)을 차지하고 있다. 장성·도계·황지를 중심한 대 탄전으로 괴탄(塊炭)으로 산출되며 열량 7,000cal로서 탄질도 극히 우수하다. 여기서 나는 석탄은 종래 묵호항을 거쳐 해상 수송을 했으나 영동선과 태백선이 개통된 후로는 주로 육운에 의존하며 또 삼척 화력발전소에 연료로 공급되고 있다. 장성·도계·황지 등은 탄광취락이다. 석회석은 삼척·영월·단양 일대에 60여 억t 넘게 매장되어 있다.삼척시와 동해시는 시멘트 공업이 발달하였다.

### 임·수산업
임야면적 10만 7,431ha 중 입목지는 97%인 10만 846ha에 해당한다. 비교적 육림(育林)이 잘 되어 있으며, 임산물은 목재가 도계읍·원덕읍, 갱목은 도계읍·하장읍, 굴참나무 수피(樹皮)는 하장면·도계읍이 중심이고, 재배 산삼인 장뇌가 노곡면 여삼리에서 재배되며 버섯류의 생산량도 많다. 수산업 가구수는 741, 수산업 인구는 2,276명(2001)이다. 삼척·호산·임원·장호 등의 어항이 수산업 중심지이다. 어선은 634척인데 그 중 602척이 동력선이고 32척이 무동력선이며 5t 이상의 어선은 99척밖에 되지 않아 영세어업 내지 반농반어(半農半漁)의 경영형태가 대부분이다. 어획물은 명태·꽁치·오징어·미역 등이다.

### 특산물
장뇌·왕마늘·토종꿀·고포미역·삼베·삼척불술·가시오가피 등이 유명하다.

## 교통

### 철도
동해시에서 삼척선이 영동선에서 분기되어 삼척역으로 향하지만 무궁화호열차의 정기 운행은 없으며 바다열차가 강릉역에서 삼척역까지 운행한다. 강릉-영주간 영동선 철도가 태백시에서 도계읍을 지나 동해시로 향한다. 역은 삼척역, 삼척해변역, 도계역, 신기역이 위치하고 있다. 또한 삼척-포항간 철도가 건설중이므로 완공될 시에는 삼척시 철도교통이 향상될 것이다.
동해선이 2019 균형발전프로젝트 발표에서 예비타당성조사 면제 대상 사업으로 선정되어 철도의 길이 열였다. 영덕~삼천간 철도가 2022년에 개통할 예정이다.
| 영동선                     | 동백산역 ↔ 도계역 ↔ 신기역 ↔ 동해역   |
| 삼척선 (바다열차 / 관광용) | 동해역 ↔ 추암역 ↔ 삼척해변역 ↔ 삼척역 |
| 동해선                     |                                       |

### 고속도로
동해고속도로가 있으며. 근덕 나들목 ~ 동해 나들목 구간이 2016년 9월 9일에 개통되었고. 추후 평택제천고속도로가 연장되면 이곳이 중착 지역이 될 예정이다.
| 65 | 근덕 나들목 ↔ 삼척 나들목 ↔ 동해 나들목 |

### 국도
| 7 | 동해대로 | 35 | 백두대간로 | 38 | 강원남부로 |

| 28 | 오두재로, 두타로 | 416 | 문의재로, 가곡천로 | 424 | 강원남부로, 미근로 | 427 | 문의재로 |

### 버스
삼척시에는 시외버스, 고속버스, 시내버스가 운행된다.
| 고속버스                                   | 고속버스                       | 고속버스           | 고속버스                       | 고속버스 | 고속버스 | 고속버스 |
| ------------------------------------------ | ------------------------------ | ------------------ | ------------------------------ | -------- | -------- | -------- |
| 삼척종합버스터미널                         | 고속 버스 운행 (남양동)        |                    |                                |          |          |          |
| 시외버스                                   |                                |                    |                                |          |          |          |
| 삼척종합버스터미널                         | 시외 버스 운행 (남양동)        | 도계버스터미널     | 시외 버스 운행 (도계읍 전두리) |          |          |          |
| 임원종합버스터미널                         | 시외 버스 운행 (원덕읍 임원리) | 호산시외버스터미널 | 시외 버스 운행 (원덕읍 호산리) |          |          |          |
| 시내버스                                   |                                |                    |                                |          |          |          |
| 이 부분의 본문은 삼척시의 시내버스 입니다. |                                |                    |                                |          |          |          |

## 문화·관광
초당동굴과 연어·잉어장, 환선굴, 대금굴, 대이리의 너와집·통방아·굴피집 등이 있다. 그 밖에 삼척해수욕장, 후진·맹방·근덕해수욕장이 유명하다. 최근엔 삼척해양레일바이크가 인기를 끌고 있다.

### 문화재
- 죽서루: 관동팔경의 제일루(第一樓)
- 공양왕릉: 강원도 기념물 제71호. 삼척은 고려왕조의 마지막 임금인 공양왕(제34대, 재위기간 1389~1392)의 능묘이다. 공양왕은 왕조의 몰락과 함께 폐위되어 왕자 석(奭), 우(瑀)와 함께 원주와 간성을 거쳐 삼척에서 조선조 태조 3년(1394)에 교살되었다고 전한다.현재 우리나라에는 공양왕릉이 두 군데 있는데 삼척의 궁촌리와 경기도 고양시 덕양구 원당동(행정동은 원신동)에 남아 있다. 경기도에 있는 공양왕릉은 문헌에 기록되어 있으나 삼척의 공양왕릉은 민간에 오랫동안 구전되어 왔다. 현재 강원도 기념물로 지정된 공양왕릉은 가장 규모가 크고 그 옆은 왕자, 나머지는 시녀 또는 왕이 타던 말무덤이라고 전한다.
- 준경묘: 강원도 기념물 제43호. 조선 태조의 5대조이며 목조의 아버지인 양무장군의 묘이다. 고종 광무 3년(1899)에 묘소를 수축하고 제각과 비각을 건축하였다. 이 일대는 울창한 송림으로 되어 있어 원시림의 경관을 구경할 수 있는 산자수려한 곳이다. 이 곳의 낙락장송인 황장목들은 경복궁 중수 때 자재로 쓰였다고 한다. 목조가 한 도승의 예언대로 백우금관으로 양친을 안장한 뒤, 5대에 이르러 조선을 창업하게 되었다는 전설이 있다. 이곳에서 4km 떨어진 곳에 목조의 어머니 이씨의 묘인 영경묘(강원도 기념물 제43호)가 있다.
- 죽서루: 보물 제213호. 창건연대는 정확히 알 수 없으나 고려 때 학자인 이승휴가 고려 원종 7년(1266) 서루에 올라 시를 남겼다는 기록으로 보아 그 이전에 창건된 것으로 추정하고 있다. 누 동쪽 죽림에 죽장사가 있어 죽서루라 이름하였다 하고, 또한 누 동쪽에 명기 죽죽선녀의 집이 있어 죽서루라 하였다고 한다. 그 후 조선 태종 3년(1403) 삼척부사 김효손이 중창한 이래 10여 차례의 중수를 거쳐 현재에 이르고 있다.이 누의 남쪽에는 별관인 연근당이 있었다 한다. 오십천 층암절벽 위에 세운 이 누는 자연암반을 초석으로 삼고 암반 높이에 맞춰 길고 짧은 기둥을 세운 5량 구조의 팔작집으로 공포에서는 익공계수법과 다포계수법이 혼용되었다. 천장의 구조로 보아 맞배집이었을 가능성도 있어 조선 후기까지 여러 번의 수리로 많은 변형이 있었던 것으로 보인다.
- 미인폭포: 높이 50m로 도계읍 심포리에 소재한 폭포이다. 심포폭포라고도 한다. 삼척시의 오봉산과 백병산이 만나는 곳에 위치해 있다.

척주동해비
- 삼척교수당
- 산양서원묘정비

### 축제
- 삼척정월대보름제
- 삼척대게축제
- 삼척 장미축제
- 삼척 해맞이축제
- 두타산 산나물축제
- 삼척 맹방유채꽃축제

### 주요 명소
주요 명소로는 해신당공원이 대표적으로 유명하다.

## 교육

### 대학교
- 강원대학교 삼척캠퍼스

### 고등학교
| - 가곡고등학교 - 도계고등학교 - 도계전산정보고등학교 | - 삼일고등학교 - 삼척고등학교 - 삼척여자고등학교 | - 삼척마이스터고등학교 - 원덕고등학교 - 하장고등학교 |

## 문화재
- 국가지정문화재

| \| 지정명 \| 번호 \| 등록명 \| 위치 \| \| ------------ \| ----- \| -------------------------------- \| ------ \| \| 보물 \| 213호 \| 삼척 죽서루 \| 성내동 \| \| 사적 \| 421호 \| 삼척 두타산 이승휴 유허 \| 미로면 \| \| 사적 \| 524호 \| 삼척 준경묘·영경묘 \| 미로면 \| \| 명승 \| 28호 \| 삼척 죽서루와 오십천 \| 성내동 \| \| 천연기념물 \| 94호 \| 삼척의 회화나무 (지정해제) \| 성내리 \| \| 천연기념물 \| 95호 \| 삼척 도계리 긴잎느티나무 \| 도계읍 \| \| 천연기념물 \| 178호 \| 삼척 대이리 동굴지대 \| 신기면 \| \| 천연기념물 \| 226호 \| 삼척 초당굴 \| 근덕면 \| \| 천연기념물 \| 272호 \| 삼척 갈전리 당숲 \| 하장면 \| \| 천연기념물 \| 363호 \| 삼척 궁촌리 음나무 \| 근덕면 \| \| 중요민속자료 \| 33호 \| 삼척 신리소재 너와집 및 민속유물 \| 도계읍 \| \| 중요민속자료 \| 33-1 \| 물레방아 \| 도계읍 \| \| 중요민속자료 \| 33-2 \| 통방아 \| 도계읍 \| \| 중요민속자료 \| 33-3 \| 채독 \| 도계읍 \| \| 중요민속자료 \| 33-4 \| 나무통 (김치통) \| 도계읍 \| \| 중요민속자료 \| 33-5 \| 화티 (화투) \| 도계읍 \| \| 중요민속자료 \| 33-6 \| 살티 (살피) \| 도계읍 \| \| 중요민속자료 \| 33-7 \| 창 \| 도계읍 \| \| 중요민속자료 \| 33-8 \| 코클 \| 도계읍 \| \| 중요민속자료 \| 33-9 \| 주루막 \| 도계읍 \| \| 중요민속자료 \| 33-10 \| 너와집 \| 도계읍 \| \| 중요민속자료 \| 221호 \| 삼척 대이리 너와집 \| 신기면 \| \| 중요민속자료 \| 222호 \| 삼척 대이리 통방아 \| 신기면 \| \| 중요민속자료 \| 223호 \| 삼척 대이리 굴피집 \| 신기면 \| |       |                                  |        |
| 지정명 | 번호  | 등록명                           | 위치   |
| 보물 | 213호 | 삼척 죽서루                      | 성내동 |
| 사적 | 421호 | 삼척 두타산 이승휴 유허          | 미로면 |
| 사적 | 524호 | 삼척 준경묘·영경묘               | 미로면 |
| 명승 | 28호  | 삼척 죽서루와 오십천             | 성내동 |
| 천연기념물 | 94호  | 삼척의 회화나무 (지정해제)       | 성내리 |
| 천연기념물 | 95호  | 삼척 도계리 긴잎느티나무         | 도계읍 |
| 천연기념물 | 178호 | 삼척 대이리 동굴지대             | 신기면 |
| 천연기념물 | 226호 | 삼척 초당굴                      | 근덕면 |
| 천연기념물 | 272호 | 삼척 갈전리 당숲                 | 하장면 |
| 천연기념물 | 363호 | 삼척 궁촌리 음나무               | 근덕면 |
| 중요민속자료 | 33호  | 삼척 신리소재 너와집 및 민속유물 | 도계읍 |
| 중요민속자료 | 33-1  | 물레방아                         | 도계읍 |
| 중요민속자료 | 33-2  | 통방아                           | 도계읍 |
| 중요민속자료 | 33-3  | 채독                             | 도계읍 |
| 중요민속자료 | 33-4  | 나무통 (김치통)                  | 도계읍 |
| 중요민속자료 | 33-5  | 화티 (화투)                      | 도계읍 |
| 중요민속자료 | 33-6  | 살티 (살피)                      | 도계읍 |
| 중요민속자료 | 33-7  | 창                               | 도계읍 |
| 중요민속자료 | 33-8  | 코클                             | 도계읍 |
| 중요민속자료 | 33-9  | 주루막                           | 도계읍 |
| 중요민속자료 | 33-10 | 너와집                           | 도계읍 |
| 중요민속자료 | 221호 | 삼척 대이리 너와집               | 신기면 |
| 중요민속자료 | 222호 | 삼척 대이리 통방아               | 신기면 |
| 중요민속자료 | 223호 | 삼척 대이리 굴피집               | 신기면 |

- 시도지정문화재

| \| 지정명 \| 번호 \| 등록명 \| 위치 \| \| ---------- \| ----- \| ------------------------------------- \| ------ \| \| 유형문화재 \| 38호 \| 삼척 척주동해비 및 평수토찬비 \| 정상동 \| \| 유형문화재 \| 61호 \| 삼척 교수당 \| 근덕면 \| \| 유형문화재 \| 76호 \| 삼척 영은사 대웅보전 \| 근덕면 \| \| 유형문화재 \| 77호 \| 삼척 영은사 팔상전 \| 근덕면 \| \| 유형문화재 \| 94호 \| 삼척 김진배가옥 (지정해제) \| 근덕면 \| \| 유형문화재 \| 95호 \| 삼척 김낙윤가옥 \| 원덕읍 \| \| 유형문화재 \| 102호 \| 삼척향교 \| 교동 \| \| 유형문화재 \| 108호 \| 삼척 영은사 괘불 (월정사 보관) \| 근덕면 \| \| 유형문화재 \| 127호 \| 삼척 흥전리 삼층석탑재 \| 도계읍 \| \| 유형문화재 \| 147호 \| 삼척 천은사 목조아미타삼존불좌상 \| 미로면 \| \| 무형문화재 \| 2호 \| 삼척 기줄다리기 \| 남양동 \| \| 기념물 \| 14호 \| 교가리 느티나무 \| 근덕면 \| \| 기념물 \| 15호 \| 실직군왕릉 \| 성북동 \| \| 기념물 \| 40호 \| 삼척 저승굴 \| 도계읍 \| \| 기념물 \| 41호 \| 삼척 활기굴 \| 미로면 \| \| 기념물 \| 43호 \| 준경묘, 영경묘 (지정해제) \| 미로면 \| \| 기념물 \| 43-1 \| 묘 \| 미로면 \| \| 기념물 \| 43-2 \| 재각 \| 미로면 \| \| 기념물 \| 43-3 \| 비각 \| 미로면 \| \| 기념물 \| 43-4 \| 비 \| 미로면 \| \| 기념물 \| 43-5 \| 재실 \| 미로면 \| \| 기념물 \| 59호 \| 삼척 늑구리 은행나무 \| 도계읍 \| \| 기념물 \| 60호 \| 삼척 천은사의 이승휴유허지 (지정해제) \| 미로면 \| \| 기념물 \| 61호 \| 삼척 숙암리 고분군 \| 하장면 \| \| 기념물 \| 71호 \| 삼척 공양왕릉 \| 근덕면 \| \| 기념물 \| 85호 \| 삼척 안의리 모과나무 \| 신기면 \| \| 민속자료 \| 2호 \| 홍서대 \| 당저동 \| \| 문화재자료 \| 94호 \| 삼척 민경국가옥 (지정해제) \| 원덕읍 \| \| 문화재자료 \| 95호 \| 삼척 김종각가옥 (지정해제) \| 근덕면 \| \| 문화재자료 \| 96호 \| 삼척 김영우가옥 \| 미로면 \| \| 문화재자료 \| 97호 \| 삼척 김인주가옥 (지정해제) \| 근덕면 \| \| 문화재자료 \| 107호 \| 삼척 소공대비 \| 원덕읍 \| \| 문화재자료 \| 108호 \| 삼척 신흥사 설선당 및 심검당 \| 근덕면 \| \| 문화재자료 \| 121호 \| 삼척 역둔리철비 \| 하장면 \| \| 문화재자료 \| 121-1 \| 부사 이규헌 영세불망비 \| 하장면 \| \| 문화재자료 \| 121-2 \| 금옥첨원비 \| 하장면 \| \| 문화재자료 \| 123호 \| 삼척 산양서원 묘정비 \| 원덕읍 \| \| 문화재자료 \| 130호 \| 삼척 박걸남묘역 \| 노곡면 \| \| 문화재자료 \| 144호 \| 삼척 고천리 석불좌상 \| 성남동 \| \| 문화재자료 \| 145호 \| 삼척 임원리 석불입상 \| 원덕읍 \| |       |                                       |        |
| 지정명 | 번호  | 등록명                                | 위치   |
| 유형문화재 | 38호  | 삼척 척주동해비 및 평수토찬비         | 정상동 |
| 유형문화재 | 61호  | 삼척 교수당                           | 근덕면 |
| 유형문화재 | 76호  | 삼척 영은사 대웅보전                  | 근덕면 |
| 유형문화재 | 77호  | 삼척 영은사 팔상전                    | 근덕면 |
| 유형문화재 | 94호  | 삼척 김진배가옥 (지정해제)            | 근덕면 |
| 유형문화재 | 95호  | 삼척 김낙윤가옥                       | 원덕읍 |
| 유형문화재 | 102호 | 삼척향교                              | 교동   |
| 유형문화재 | 108호 | 삼척 영은사 괘불 (월정사 보관)        | 근덕면 |
| 유형문화재 | 127호 | 삼척 흥전리 삼층석탑재                | 도계읍 |
| 유형문화재 | 147호 | 삼척 천은사 목조아미타삼존불좌상      | 미로면 |
| 무형문화재 | 2호   | 삼척 기줄다리기                       | 남양동 |
| 기념물 | 14호  | 교가리 느티나무                       | 근덕면 |
| 기념물 | 15호  | 실직군왕릉                            | 성북동 |
| 기념물 | 40호  | 삼척 저승굴                           | 도계읍 |
| 기념물 | 41호  | 삼척 활기굴                           | 미로면 |
| 기념물 | 43호  | 준경묘, 영경묘 (지정해제)             | 미로면 |
| 기념물 | 43-1  | 묘                                    | 미로면 |
| 기념물 | 43-2  | 재각                                  | 미로면 |
| 기념물 | 43-3  | 비각                                  | 미로면 |
| 기념물 | 43-4  | 비                                    | 미로면 |
| 기념물 | 43-5  | 재실                                  | 미로면 |
| 기념물 | 59호  | 삼척 늑구리 은행나무                  | 도계읍 |
| 기념물 | 60호  | 삼척 천은사의 이승휴유허지 (지정해제) | 미로면 |
| 기념물 | 61호  | 삼척 숙암리 고분군                    | 하장면 |
| 기념물 | 71호  | 삼척 공양왕릉                         | 근덕면 |
| 기념물 | 85호  | 삼척 안의리 모과나무                  | 신기면 |
| 민속자료 | 2호   | 홍서대                                | 당저동 |
| 문화재자료 | 94호  | 삼척 민경국가옥 (지정해제)            | 원덕읍 |
| 문화재자료 | 95호  | 삼척 김종각가옥 (지정해제)            | 근덕면 |
| 문화재자료 | 96호  | 삼척 김영우가옥                       | 미로면 |
| 문화재자료 | 97호  | 삼척 김인주가옥 (지정해제)            | 근덕면 |
| 문화재자료 | 107호 | 삼척 소공대비                         | 원덕읍 |
| 문화재자료 | 108호 | 삼척 신흥사 설선당 및 심검당          | 근덕면 |
| 문화재자료 | 121호 | 삼척 역둔리철비                       | 하장면 |
| 문화재자료 | 121-1 | 부사 이규헌 영세불망비                | 하장면 |
| 문화재자료 | 121-2 | 금옥첨원비                            | 하장면 |
| 문화재자료 | 123호 | 삼척 산양서원 묘정비                  | 원덕읍 |
| 문화재자료 | 130호 | 삼척 박걸남묘역                       | 노곡면 |
| 문화재자료 | 144호 | 삼척 고천리 석불좌상                  | 성남동 |
| 문화재자료 | 145호 | 삼척 임원리 석불입상                  | 원덕읍 |

- 등록문화재

| \| 지정명 \| 번호 \| 등록명 \| 위치 \| \| ---------- \| ----- \| ---------------------- \| ------ \| \| 등록문화재 \| 46호 \| 도계역 급수탑 \| 도계읍 \| \| 등록문화재 \| 141호 \| 삼척 천주교 성내동성당 \| 성내동 \| \| 등록문화재 \| 298호 \| 삼척 도경리역 \| 도경동 \| \| 등록문화재 \| 336호 \| 삼척 하고사리역 \| 도계읍 \| |       |                        |        |
| 지정명 | 번호  | 등록명                 | 위치   |
| 등록문화재 | 46호  | 도계역 급수탑          | 도계읍 |
| 등록문화재 | 141호 | 삼척 천주교 성내동성당 | 성내동 |
| 등록문화재 | 298호 | 삼척 도경리역          | 도경동 |
| 등록문화재 | 336호 | 삼척 하고사리역        | 도계읍 |

## 자매 도시
| 지역 & 국가    | 도시                      | 도시                      |
| -------------- | ------------------------- | ------------------------- |
| 대한민국       | 서울특별시 성북구         | 서울특별시 성북구         |
| 대한민국       | 인천광역시 연수구         |                           |
| 대한민국       | 경기도                    | 구리시                    |
| 대한민국       | 경기도                    | 성남시                    |
| 대한민국       | 경기도                    | 이천시                    |
| 대한민국       | 경상북도 울릉군           |                           |
| 일본           | 도야마현 구로베시         | 도야마현 구로베시         |
| 일본           | 홋카이도 아카비라시       |                           |
| 일본           | 후쿠오카현 간다정         |                           |
| 중국           | 지린성 왕칭현             | 지린성 왕칭현             |
| 중국           | 산둥성 둥잉시             |                           |
| 중국           | 헤이룽장성 지시시         |                           |
| 러시아         | 쿤구르시                  | 쿤구르시                  |
| 러시아         | 사할린주 코르사코프시     |                           |
| 미국           | 리스버그시                | 리스버그시                |
| 오스트레일리아 | 퀸즐랜드주 마레바샤이어시 | 퀸즐랜드주 마레바샤이어시 |

## 같이 보기
- 대한민국의 설치순 도시 목록